# Fiat 501
Fiat 501 — автомобиль, выпускавшийся компанией Fiat с 1919 по 1926 год.
В 1919 году на замену Fiat Zero была выпущена модель 501 — первая модель Fiat после Первой мировой войны. 
В 1921 году появились спортивные модификации модели с индексами S и SS. 
Всего изготовлено 47 600 экземпляров.
В 1926 году на смену 501 пришел Fiat 503

## Двигатели
| Модель | Год     | Двигатель       | Объем         | Мощность | Подача топлива  |
| ------ | ------- | --------------- | ------------- | -------- | --------------- |
| 501    | 1919-26 | рядная четверка | 1460 куб. см. | 23 л. с. | один карбюратор |
| 501 S  | 1921-26 | рядная четверка | 1460 куб. см. | 27 л. с. | один карбюратор |
| 501 SS | 1921-26 | рядная четверка | 1460 куб. см  | 30 л. с. | один карбюратор |